# 金馬號
金馬號為台灣的公路客運車款之一，奔馳於1959年～1980年的長途客運，由臺灣汽車客運公司（臺汽）營運及管理。

## 歷史
1959年，當時由公路客運業務的台灣省公路局推出金馬號，並招募20位女性隨車服務員「金馬小姐」。金馬小姐的規定服裝為藍色窄裙制服、船形帽與黑色肩包，工作是：⑴吹哨子協助司機倒車靠站、⑵在車上服務旅客。
金馬號車輛是於1956年及1958年購入，其車身左側綴有秋海棠鐫以金色馬匹浮雕一隻，內部設計的座椅採坐臥兩用，其餘設備提供錄音機、茶水、電風扇，為當時最舒適的客運車款。1980年，金馬號達到營運之鼎盛，車輛總數多達458輛。
2010年6月5日，國光客運舉辦金馬小姐回娘家，金馬小姐17人參加，說：「當時考金馬小姐就像選中國小姐一樣，地位跟空姐一樣。」
2013年7月20至21日，宜蘭縣蘇澳鎮「2013蘇澳冷泉文化節」租用遊覽車貼上金馬號車身貼紙成為「金馬號觀光專車」，每日從臺灣鐵路管理局蘇澳車站發車，票價新臺幣30元，乘客憑票無限次乘車，經過培訓的「蘇澳觀光大使」擔任金馬小姐。
2013年9月30日，首批金馬小姐之一的馮桃鮮出席中華民國交通部「世紀交通─運輸重要檔案展」時說，第一屆金馬小姐報考規定，身高160公分以上，要求學歷為高級中學畢業，體重不能太重，要通過筆試、面試，還得經過一個月的美姿美儀與播音訓練才能執業，臺灣省公路局請來中國小姐林靜宜與劉秀嫚分別教導儀態與美姿；第一屆金馬小姐執業時穿量身訂製的制服、絲襪、高跟鞋，月薪新臺幣600元是教師薪水的兩倍。

## 金馬小姐
- 黃芳美
- 馮桃鮮
- 馬愛珍
- 張鳳如